# Lito (football, 1975)
Pour les articles homonymes, voir Lito.
Cláudio Zélito Fonseca Fernandes Aguiar dit Lito, né le 3 février 1975 à Santiago, est un footballeur puis entraîneur cap-verdien jouant au poste d'attaquant. Il possède de nombreuses sélections avec l'équipe du Cap-Vert de football. Il est actuellement entraîneur adjoint de la sélection cap-verdienne.

## Biographie
À l'été 2003, il signe pour le club de SuperLiga (D1) de Moreirense FC, il y fait ses débuts le 17 aout 2003 dans la victoire 1-0 contre Rio Ave. Il y inscrit dans la foulée son premier but à ce niveau de compétition à la 80e minute. Il fait partie de l'équipe à 32 reprises et aide le club à terminer 9e en championnat et à arriver en 1/8e de finale de Coupe du Portugal en perdant 1-2 contre le Sporting Braga.
L'année suivante, il est toujours un joueur important de l'équipe mais ne peut empêcher la relégation du club en Segunda Liga (D2).
En 2007, il signe pour le club de l'Académica Coimbra. À 33 ans, il y réussit sa saison la plus prolifique en termes de buts inscrits (9 buts), finit meilleur buteur du club et aide le club à se maintenir en Liga Sagres. Il inscrit notamment un hat trick le 4 novembre 2007 lors du match nul 3-3 contre l'Estrela da Amadora.
La saison suivante, il forme le duo d'attaque avec le sénégalais Modou Sougou. La saison est plutôt bonne pour le club avec notamment une victoire 1-0 contre Benfica à l'Estádio da Luz et termine 7e du championnat.
En 2009-10, l'entraîneur qui l'avait recruté, Domingos Paciência, quitte le club et il est remplacé par Rogério Gonçalves (en). Le système de jeu passe alors d'un 4-4-2 à un 4-3-3. Les entraîneurs successif (Gonçalves puis Villas-Boas) lors de cette saison lui préfèrent Éder, João Ribeiro (en) ou Modou Sougou.
Lors de l'été 2010, il s'engage en faveur du club promu en Liga Sagres, Portimonense. Il y retrouve deux compatriotes, Nilson (en) et Vandy. Il fait partie de l'équipe titulaire et alterne à son porte avec Ivanildo. Le club d'Algarve termine 15e et est relégué en Segunda Liga (D2).
À l'été 2011, il reste en Algarve en signant au FC Arouca en Segunda Liga (D2). Deux compatriotes cap-verdiens font partie de l'équipe, Babanco et Néné. Il ne joue qu'un match de championnat le 26 février 2012 contre Atlético CP (défaite 1-0).
En fin de saison, il s'engage avec le club de l'Atlético CP. Il y encadre Adilson et Rui Varela en attaque. Il joue 22 match et marque 1 but. Sur lafin de la saison, il est handicapé par une blessure à un genou et pense à arrêter sa carrière de joueur.
Alors qu'il habite à Pinhal Novo près de Palmela, il reprend les entraînements avec l'équipe de Pinhalnovense pour garder une activité et par "peur de grossir"; c'est par nostalgie et demande de l'entraîneur, Luis Manuel, qu'il accepte de s'engager pour une saison avec le club de la banlieue de Lisbonne.
En février 2014, il devient assistant des nouveaux entraîneurs intérimaires du Cap-Vert, Bera et Beto

## Carrière
| Saison    | Club                 | Pays     | Division | Matchs | Buts | Coupe nationale | Sélection Cap-Vert |
| --------- | -------------------- | -------- | -------- | ------ | ---- | --------------- | ------------------ |
| 1996-1997 | Águias Camarate (pt) | Portugal |          | ?      | ?    | - (-)           |                    |
| 1997-1998 | Águias Camarate (pt) | Portugal |          | ?      | ?    | - (-)           |                    |
| 1998-1999 | AS Fafe              | Portugal | 3        | 28     | 5    | - (-)           |                    |
| 1999-2000 | SC Espinho           | Portugal | 2        | 28     | 2    | {1 (0)          |                    |
| 2000-2001 | Imortal DC           | Portugal | 2        | 27     | 6    | 0 (0)           |                    |
| 2001-2002 | Imortal DC           | Portugal | 3        | 34     | 8    | 2 (0)           |                    |
| 2002-2003 | FC Maia              | Portugal | 2        | 33     | 11   | 1 (0)           | 5 (3)              |
| 2003-2004 | Moreirense FC        | Portugal | 1        | 32     | 3    | 2 (0)           | 5 (0)              |
| 2004-2005 | Moreirense FC        | Portugal | 1        | 30     | 4    | 1 (0)           | 6 (0)              |
| 2005-2006 | Naval 1º de Maio     | Portugal | 1        | 30     | 6    | 1 (0)           | 4 (1)              |
| 2006-2007 | Naval 1º de Maio     | Portugal | 1        | 30     | 5    | 3 (1)           | 2 (1)              |
| 2007-2008 | Académica Coimbra    | Portugal | 1        | 26     | 9    | 1 (0)           | 5 (0)              |
| 2008-2009 | Académica Coimbra    | Portugal | 1        | 29     | 6    | 4 (1)           | 3 (1)              |
| 2009-2010 | Académica Coimbra    | Portugal | 1        | 24     | 3    | 4 (1)           | 3 (0)              |
| 2010-2011 | Portimonense SC      | Portugal | 1        | 22     | 3    | 3 (0)           | 7 (1)              |
| 2011-2012 | FC Arouca            | Portugal | 2        | 1      | 0    | 1 (0)           | 1 (0)              |
| 2012-2013 | Atlético CP          | Portugal | 2        | 22     | 1    | 3 (0)           |                    |
| 2013-2014 | Pinhalnovense        | Portugal | 4        | 24     | 4    | 2 (0)           |                    |
| 2014-2015 | Águias Musgueira     | Portugal |          | 9      | 2    | 0 (0)           |                    |
| 1996-...  | Total                |          |          |        |      |                 | 41 (7)             |

## International
| But | Date             | Lieu                                            | Compétition             | Résultat | Adversaire    | Détail | Détail | Détail |
| --- | ---------------- | ----------------------------------------------- | ----------------------- | -------- | ------------- | ------ | ------ | ------ |
| 1er | 6 septembre 2002 | Nouakchott, Mauritanie (Stade de Nouakchott)    | Qualifications CAN 2004 | V 0-2    | Mauritanie    | 44e    | 1-0    |        |
| 2e  | 8 juin 2003      | Lomé, Togo (Stade de Kégué)                     | Qualifications CAN 2004 | D 2-5    | Togo          | 7e     | 1-0    |        |
| 3e  | 21 juin 2003     | Praia, Cap Vert (Stade de Várzea)               | Qualifications CAN 2004 | V 3-0    | Mauritanie    | 65e    | 1-0    |        |
| 4e  | 17 aout 2005     | Ponta Delgada, Portugal (Estádio de São Miguel) | Match amical            | D 1-2    | Angola        | 25e    | 1-0    |        |
| 5e  | 7 octobre 2006   | Praia, Cap Vert (Stade de Várzea)               | Qualifications CAN 2008 | V 1-0    | Guinée        | 52e    | 1-0    |        |
| 6e  | 6 septembre 2008 | Praia, Cap Vert (Stade de Várzea)               | Qualifications CAN 2008 | D 1-2    | Cameroun      | 38e    | 1-0    |        |
| 7e  | 16 novembre 2010 | Lisbonne, Portugal (Stade de Restelo)           | Match Amical            | V 2-1    | Guinée-Bissau | 6e'    | 1-0    |        |